# کوکی تاکناکا
کوکی تاکناکا (انگلیسی: Koki Takenaka؛ زادهٔ ۸ سپتامبر ۱۹۹۲) بازیکن فوتبال اهل ژاپن است.
از باشگاه‌هایی که در آن بازی کرده‌است می‌توان به باشگاه فوتبال توکیو وردی اشاره کرد.